# Corydalis imbricata
Corydalis imbricata är en vallmoväxtart som beskrevs av Z. Y. Su och M. Liden. Corydalis imbricata ingår i släktet nunneörter, och familjen vallmoväxter. Inga underarter finns listade i Catalogue of Life.